# Sorvilier
Sorvilier (antiguamente en alemán Surbelen) es una comuna suiza del cantón de Berna, situada en el distrito administrativo del Jura bernés. Limita al norte con la comuna de Champoz, al este con Court, al sur con Romont y Péry-La Heutte, y al oeste con Valbirse.
Hasta el 31 de diciembre de 2009 situada en el distrito de Moutier.

## Historia
De 1797 a 1815, Sorvilier perteneció a Francia, la comuna hacía parte del departamento de Monte Terrible, y a partir de 1800 al departamento del Alto Rin, al cual el departamento de Monte Terrible fue anexado. En 1815 luego del Congreso de Viena, el territorio del antiguo Obispado de Basilea fue atribuido al cantón de Berna.
Actualmente Sorvilier se encuentra en uno de los tres distritos francófonos del cantón de Berna que forman la región del Jura bernés.

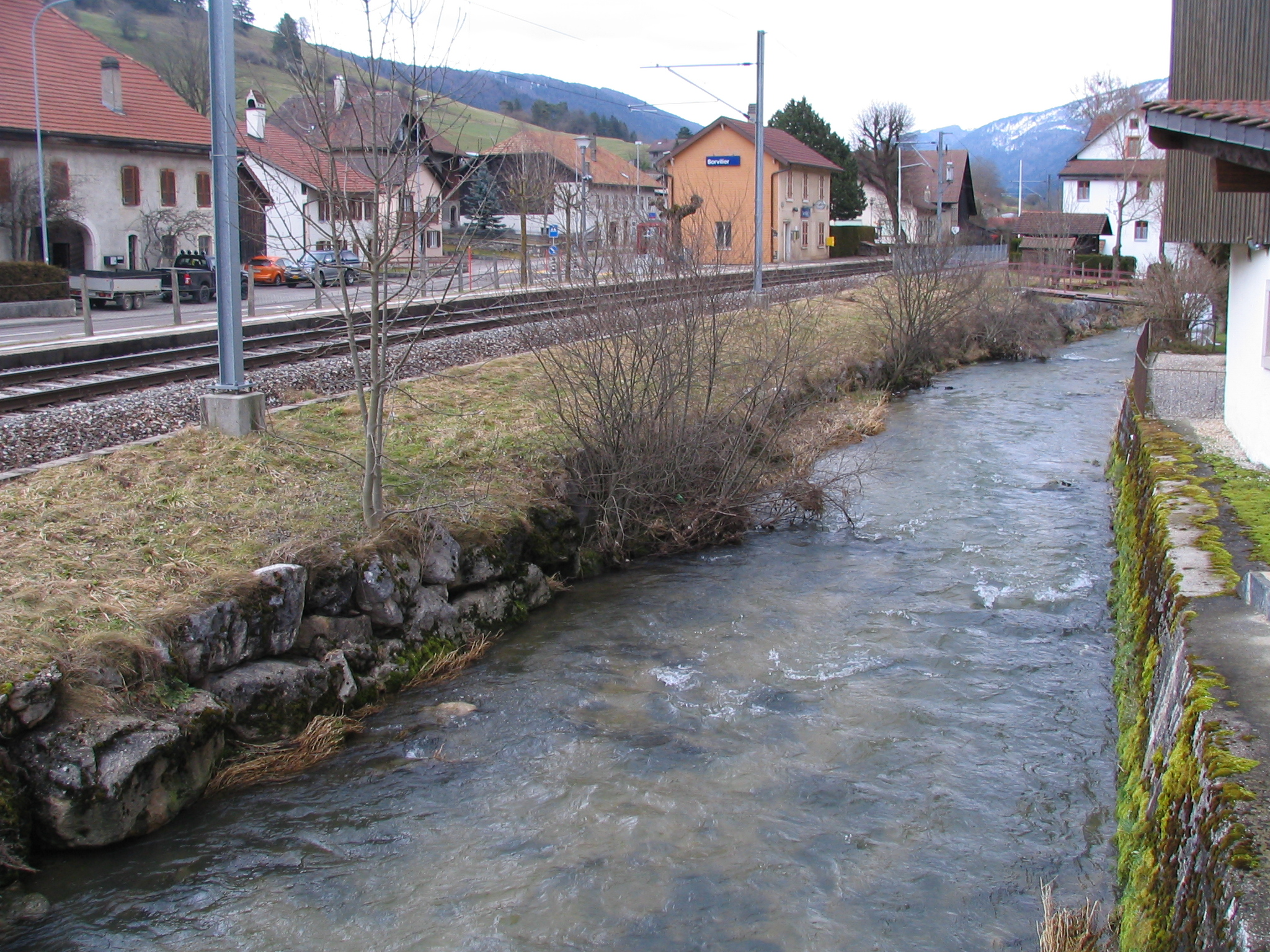
Sorvilier (2014)